# Alain Aspect
Alain Aspect (Agen, 15 de junho de 1947) é um físico francês conhecido como o primeiro físico a conduzir testes experimentais conclusivos sobre o paradoxo EPR.
Foi laureado com o Nobel de Física de 2022, juntamente com John Clauser e Anton Zeilinger, "pelos experimentos com fótons emaranhados, estabelecendo a violação das desigualdades de Bell e sendo pioneiros na ciência da informação quântica".

## Trajetória acadêmica
Bacharel da École Normale Supérieure de Cachan na França. No inicio da década de 80, com colaboradores Franceses, ele realizou o "experimento teste de Bell" que demonstra que a redução ao absurdo de Albert Einstein, Boris Podolsky & Nathan Rosen da mecânica quântica, referida como 'ação fantasma a distância', de fato demonstra a interação quando duas partículas quando separados por um distância arbitrariamente grande. Uma correlação entre suas funções de onda permanece, como se eles fossem parte de uma mesma função de onda que não foi perturbada antes de umas partículas filhas seja medida.
Se a teoria quântica está correta, a determinação de uma medição da direção de polarização de uma partícula, forçando o colapso da função de onda naquele eixo, irá influenciar a medição da sua parceira mesmo estando esta a uma distância estelar. Esta influencia ocorre a despeito do preocupado cientista não conhecer qual eixo tenha sido escolhido pelo seu colega distante.
Os experimentos de Aspect foram considerados uma prova incontestável para suportar a teste que desigualdades de Bell foram violadas. Contudo, seus resultados não são completamente conclusivos, desde existe a co-denominada loopholes que permite uma explicação alternativa que é compatível com o realismo local. Veja Teoria das Variáveis ocultas locais.
Depois de seu trabalho com as desigualdades de Bell, ele se voltou para estudo de esfriamento a laser de átomos nêutrons e vários experimentos envolvendo estado condensados de Bose-Einstein.
Aspect foi vice-diretor do SupOptique (grande école francesa) até 1994. É um membro da Académie des Sciences da França e professor da École Polytechnique.
Foi distinguido com o Nobel de Física de 2022 em conjunto com John F. Clauser e Anton Zeilinger.